# Dirck Gerritsz
Dirck Gerritsz (1544–c.1608), ou Dirck Gerritszoon Pomp, também denominado "Dirck China", foi um navegador holandês, conhecido por ter sido o primeiro holandês a visitar a China e o Japão, e especialmente por ter abordado território antártico em 1599.

## Portugal e visitas à China e Japão
Ainda criança, em 1555, partiu para Lisboa para viver com familiares que eram negociantes, para aprender português, e treinar enquanto mercador. Em 1568, com 22 anos, estabeleceu-se em Goa. Daí visitou a China e o Japão a bordo de navios mercantes portugueses.
Está registado que chegou ao Japão em 31 de julho de 1585, a Nagasáqui, para a sua segunda visita, a bordo do Santa Cruz, um navio português. Descreveu o Japão como uma «ilha onde há muita prata, e onde os navios portugueses aportam todos os anos com seda, vendida em troca de prata».
Regressou a Enkhuizen em Abril de 1590, onde falou imenso sobre o Japão, em particular com Linschoten, que usou parte da informação de Gerritsz para o seu Itinerario (1596).

## Avistamento da Antártica

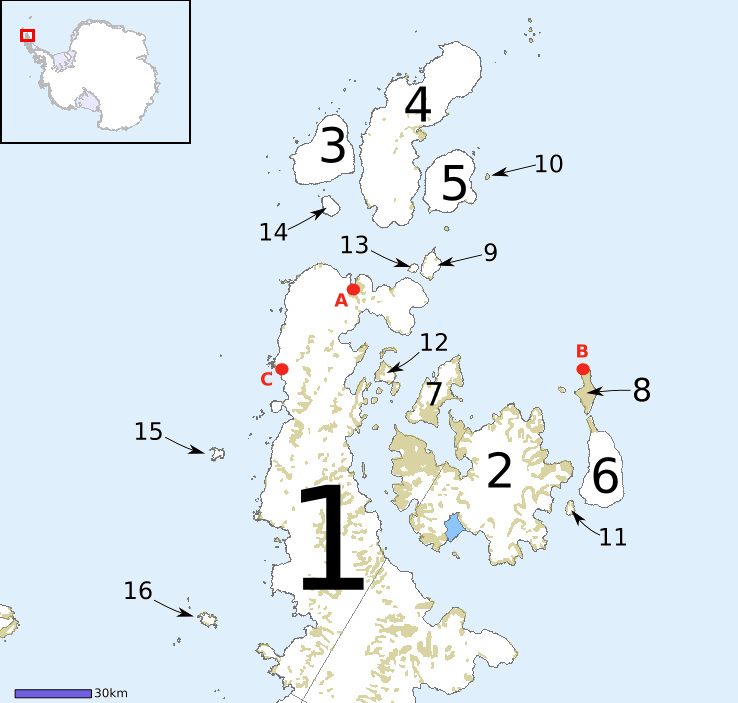
Terra de Graham, na península antártica, é onde se considera que Dirck Gerritsz terá chegado em 1599, ao descrever uma terra, tendo passado 64º de latitude sul.

No Verão de 1598, Gerritsz regressou ao mar. Seguiu numa expedição saída de Roterdão comandada pelo almirante Jacques Mahu, com o primeiro objetivo de obter especiarias, navegando pela ponta sul da América. Nessa viagem o seu navio é separado dos restantes ao passar no Cabo Horn, onde veio a encontrar uma costa que Gerritsz comparou à da Noruega. Este avistamento, em 1599, abaixo de uma latitude sul de 64º, é hoje considerado como o primeiro contacto com terras antárticas. É considerado que terá alcançado a Terra de Graham, depois descoberta por John Biscoe em 1832.